# Лакепа (округ)
Лакепа (англ. Lakepa) — один из 13 округов Ниуэ (владение Новой Зеландии). Административным центром округа является одноимённая деревня.

## Географическая характеристика
Округ Лакепа расположен в северо-восточной части острова Ниуэ. Его площадь составляет 21,58 км². Административный центр расположен в восточной части округа.
Крайние точки:
- север: 18°59′03″ ю. ш. 169°48′10″ з. д.HGЯO;
- юг: 19°02′34″ ю. ш. 169°50′39″ з. д.HGЯO;
- запад: 19°01′28″ ю. ш. 169°51′17″ з. д.HGЯO;
- восток: мыс Таоке 19°00′38″ ю. ш. 169°47′36″ з. д.HGЯO;

Граничит с округами: Лику, Алофи и Муталау. На востоке омывается Тихим океаном.